# I Lay Down My Life for You
I Lay Down My Life for You (estilizado em letras maiúsculas) é o quinto álbum de estúdio do rapper americano JPEGMafia, lançado em 1 de agosto de 2024, pela AWAL. Dois singles foram lançados em promoção do álbum: "Don't Rely on Other Men" em 17 de junho e "Sin Miedo" em 15 de julho. Uma turnê de promoção do álbum está marcada para começar no dia 7 de agosto, o álbum conta com participações de Vince Staples, Denzel Curry, Buzzy Lee e Freaky, além de contar com produção do próprio JPEGMafia.

## Antecedentes e gravação
Após o lançamento de seu álbum colaborativo Scaring the Hoes com Danny Brown em março de 2023, JPEGMafia começou a provocar seu próximo álbum. Em 4 de abril de 2024, ele postou no X que o álbum solo de estúdio seria lançado "muito em breve." Em 12 de junho, ele anunciou a turnê "Lay Down My Life", com início previsto para 7 de agosto em Pomona, Califórnia, e término em 21 de setembro em Chicago.
Em 17 de junho, "Don't Rely on Other Men" foi lançada como o primeiro single do álbum. Foi seu primeiro lançamento desde Scaring the Hoes e suas contribuições para Vultures 1 de ¥$, além de seu primeiro lançamento solo desde o álbum de 2021 LP!. Em 15 de julho, "Sin Miedo" foi lançada como o segundo single.
Em 29 de julho de 2024, JPEGMafia anunciou o título do álbum—I Lay Down My Life for You—e lançou um trailer do álbum. Ele inicialmente afirmou que seria lançado "na próxima semana", depois esclarecendo a data de lançamento para 1 de agosto.

## Reception
| Críticas profissionais | Críticas profissionais |
| Pontuações agregadas   | Pontuações agregadas   |
| Fonte                  | Avaliação              |
| ---------------------- | ---------------------- |
| Metacritic             | 76/100                 |
| Avaliações da crítica  |                        |
| Fonte                  | Avaliação              |
| AllMusic               | [ 11 ]                 |
| Clash                  | 8/10                   |
| Kerrang!               | 4/5                    |
| Pitchfork              | 6.9/10                 |

O álbum recebeu uma nota 8/10 da Clash, que disse: "Venha para as manchetes, mas fique para as emoções abaixo da barra. I Lay Down My Life For You é, por sua vez, sincero e surreal, confuso e imaculado. O encerramento, "eu me recuperei disso", entusiasma em seu próprio êxtase, com o sample tonto implorando: "Engraçado como o tempo voa quando você está se divertindo / Por favor, fique..."".
Ao fazer uma resenha do álbum para a AllMusic, Paul Simpson afirmou que o álbum compartilhava "muitas das marcas sônicas comuns ao trabalho de Peggy, desde a produção abrasiva e desarticulada até as letras e os títulos das músicas trolls. Nesse álbum, ele se inclina muito mais para as influências do rock, com guitarras de metal em várias faixas, geralmente aparecendo em rajadas oportunas e proporcionando uma liberação bem-vinda" e concluiu que "a personalidade conflituosa de JPEGMAFIA pode ser prepotente às vezes, especialmente para os ouvintes que não se consideram cronicamente on-line, mas sua produção é sempre estelar e sua criatividade pura é incomparável".
Concluindo a resenha para a Kerrang!, Mischa Pearlman resumiu que "aqueles que buscam apenas guitarras pesadas em sua música não ficarão completamente satisfeitos, especialmente com as melodias suaves de encerramento de "Don't Put Anything on the Bible" e a psicodelia dos anos 60 de "Ender i recovered from this". Mas isso é com eles. Afinal de contas, nem sempre é possível conseguir o que se quer. Mas essa impressionante e expansiva coleção de músicas oferece exatamente o que esse mundo tórrido precisa: uma celebração e uma acusação simultâneas que resistirão ao teste do tempo nas próximas décadas."
Em uma resposta mais branda da Pitchfork, Matthew Ritchie declarou que "Às vezes, seu assunto extremamente on-line tira o brilho de sua escrita. Mas sua capacidade inata de alternar entre fluxos vertiginosos em meio a uma produção caótica sustenta o álbum."

## Lista de músicas
Todas as letras escritas por Todas as faixas escritas por Barrington Hendricks, exceto aonde está anotado. 
| N.º            | Título                                                      | Compositor(es)                     | Produtor(es)                                            | Duração |  |
| 1.             | "I Scream This in the Mirror Before I Interact with Anyone" |                                    |                                                         | 1:49    |  |
| 2.             | "Sin Miedo"                                                 |                                    |                                                         | 2:47    |  |
| 3.             | "I'll Be Right There"                                       |                                    |                                                         | 2:48    |  |
| 4.             | "It's Dark and Hell Is Hot"                                 |                                    | JPEGMafia DJ RaMeMes (O DESTRUIDOR DO FUNK)             | 2:30    |  |
| 5.             | "New Black History" (com Vince Staples)                     | Barrington Hendricks Vince Staples | JPEGMafia Flume                                         | 2:17    |  |
| 6.             | "Don't Rely on Other Men" (versão do álbum)                 |                                    |                                                         | 2:52    |  |
| 7.             | "Vulgar Displays of Power"                                  |                                    |                                                         | 2:52    |  |
| 8.             | "Exmilitary"                                                |                                    |                                                         | 5:01    |  |
| 9.             | "Jihad Joe"                                                 |                                    | JPEGMafia Kenny Beats                                   | 2:14    |  |
| 10.            | "JPEGUltra!" (com Denzel Curry)                             | Hendricks D. Curry                 | JPEGMafia Kenny Beats Nick Lee Billy Ray Alec Goldblatt | 4:52    |  |
| 11.            | "Either On or Off the Drugs"                                |                                    |                                                         | 2:21    |  |
| 12.            | "Loop It and Leave It"                                      |                                    |                                                         | 2:01    |  |
| 13.            | "Don't Put Anything on the Bible" (com Buzzy Lee)           | Hendricks Robert Hazard            |                                                         | 4:05    |  |
| 14.            | "I Recovered from This"                                     |                                    |                                                         | 2:56    |  |
| Duração total: | Duração total:                                              | Duração total:                     | Duração total:                                          | 41:17   |  |